# A sementeira

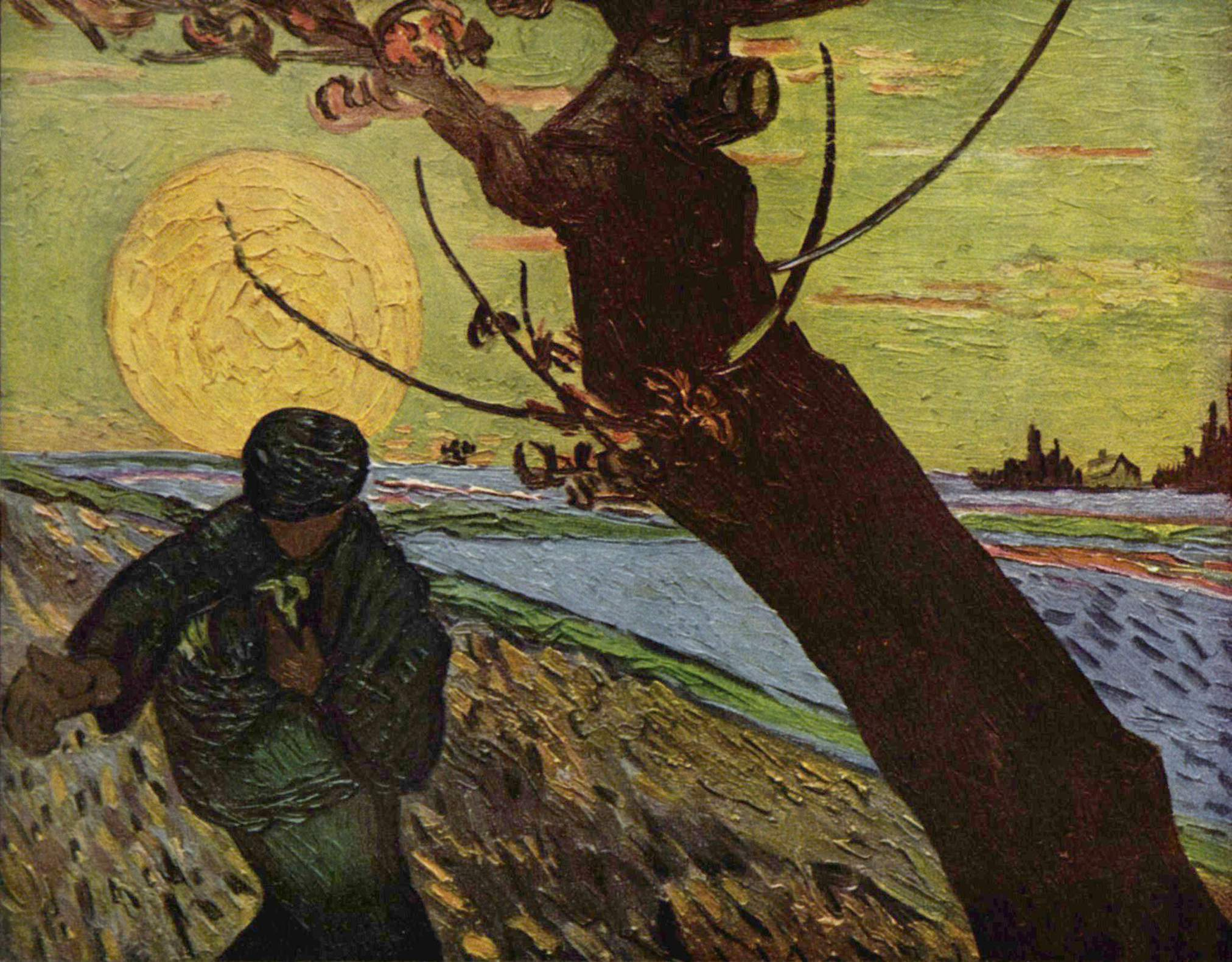
El sembrador de Vincent van Gogh.

A sementeira es una canción popular gallega, que se hizo conocida tras la versión (Sementeira) realizada por la banda Fuxan os Ventos, publicada en 1978 en su álbum homónimo, con texto escrito por Lois Álvarez Pousa y música de Mini Rivas.La canción se convirtió en uno de los símbolos culturales de Galicia y especialmente representativa de una generación de los años 70.

## Letra
Letra de la versión de Fuxan os Ventos: 

Sementar, sementarei,
loguiño de crarear,
en tanto no pobo medre
un meniño, un vello e un cantar.

Un meniño rebuldeiro
que fale na lingua nai,
que suba ós pexegueiros
á froita verde roubar.

Sementar, sementarei...
Un vello que dé consellos,
un rostro de fume e pan,
que conte contos ós nenos
do cuco e do paspallás.

Sementar, sementarei...
Un cantar de redención,
un vello e novo cantar,
que troque a desolación
nun limpo e claro alborear.

Sementar, sementarei...
Logo deixaime morrer
entre dous regos queimados,
cando veñan os solpores
dos homes esfamiados.

Sementar, sementarei...